# 백만장자와 결혼하기
《백만장자와 결혼하기》는 2005년 11월 26일부터 2006년 1월 22일까지 매주 토, 일요일 밤 22시에 방영되었던 특별기획 드라마인데 첫 회 방영분에서 TV 쇼프로그램 파티 녹화 장면 중 출연자들의 화려한 복장이 시청자들한테 기대감을 주기에 충분했으나 대부분의 액세서리들이 '가짜'라는 지적이 있었다.

## 줄거리
리얼리티 쇼 '백만장자와 결혼하기'에 출연한 가짜 백만장자 영훈과 계모와 새언니의 구박 속에서 꿋꿋이 살아가는 신데렐라 은영의 사랑 이야기

## 등장 인물
- 김현주 : 한은영 역
- 고수 : 김영훈 역
- 윤상현 : 유진하 역
- 손태영 : 정수민 역
- 정진 : 프로듀서 정성식 역
- 이미영 : 은영의 계모 구정선 역
- 유채영 : 은영의 의붓언니 이수지 역
- 박근형 : 영훈의 아버지 김영대 역
- 최성민 : 영훈의 큰 형 김승훈 역
- 서준영 : 영훈의 동생 김태훈 역
- 김희정 : 승훈의 처 장수옥 역
- 조경훈 : 작가 편성준 역
- 김학철 : 예능부 국장 황인철 역
- 한상진 : 조연출 나상수 역
- 장영란 : 은영 동료 조미란 역
- 신주아 : 여성 출연자 남혜진 역
- 박정우 : 강 이사 역
- 차서원
- 송주원
- 한은선
- 정가은

## 결방
- 2005년 12월 31일 - 8시 45분부터 SBS 연기대상 편성으로 하늘이시여 그것이 알고싶다와 동시 결방
- 2006년 1월 1일 - 하늘이시여 32~33회 연속 편성